# Massérac
Massérac (bretonisch: Merzhereg) ist eine französische Gemeinde mit 670 Einwohnern (Stand: 1. Januar 2022) im Département Loire-Atlantique in der Region Pays de la Loire; sie gehört zum Arrondissement Châteaubriant-Ancenis und ist Teil des Kantons Guémené-Penfao. Die Einwohner werden Masséracéens genannt.

## Geografie
Massérac liegt etwa 57 Kilometer nordnordwestlich von Nantes an der Vilaine, die die Nordgrenze der Gemeinde bildet und in die hier der Fluss Don am westlichen Gemeinderand einmündet. Umgeben wird Massérac von den Nachbargemeinden La Chapelle-de-Brain im Norden, Langon im Nordosten, Guémené-Penfao im Süden und Osten sowie Avessac im Westen und Südwesten.

## Bevölkerungsentwicklung
| Jahr                       | 1962 | 1968 | 1975 | 1982 | 1990 | 1999 | 2006 | 2017 |
| Einwohner                  | 603  | 571  | 509  | 507  | 510  | 454  | 573  | 691  |
| Quellen: Cassini und INSEE |      |      |      |      |      |      |      |      |

## Sehenswürdigkeiten
- Kirche Saint-Benoît, 1872 erbaut
- Kapelle Saint-Benoît
- Kloster Massérac

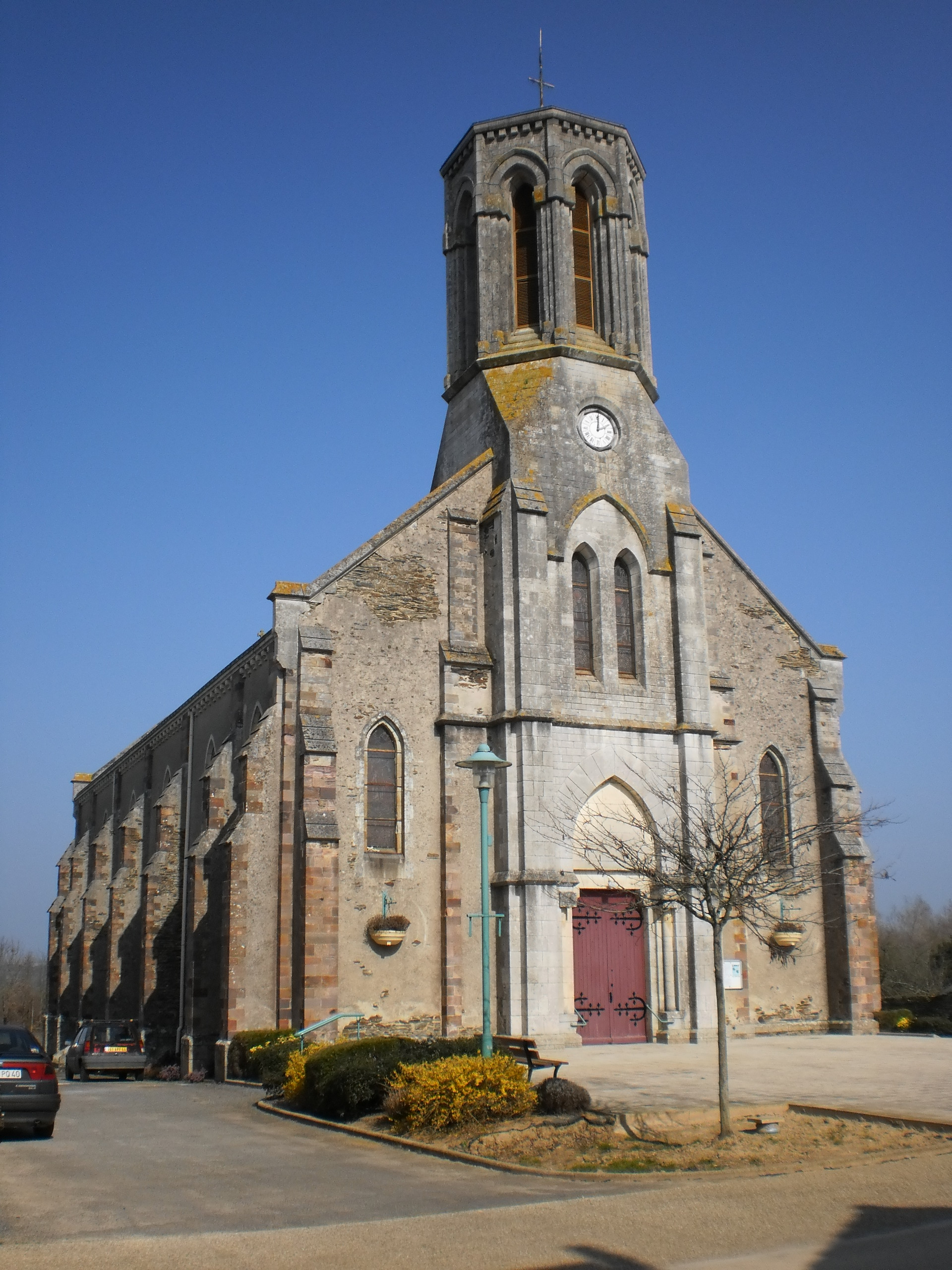
Kirche
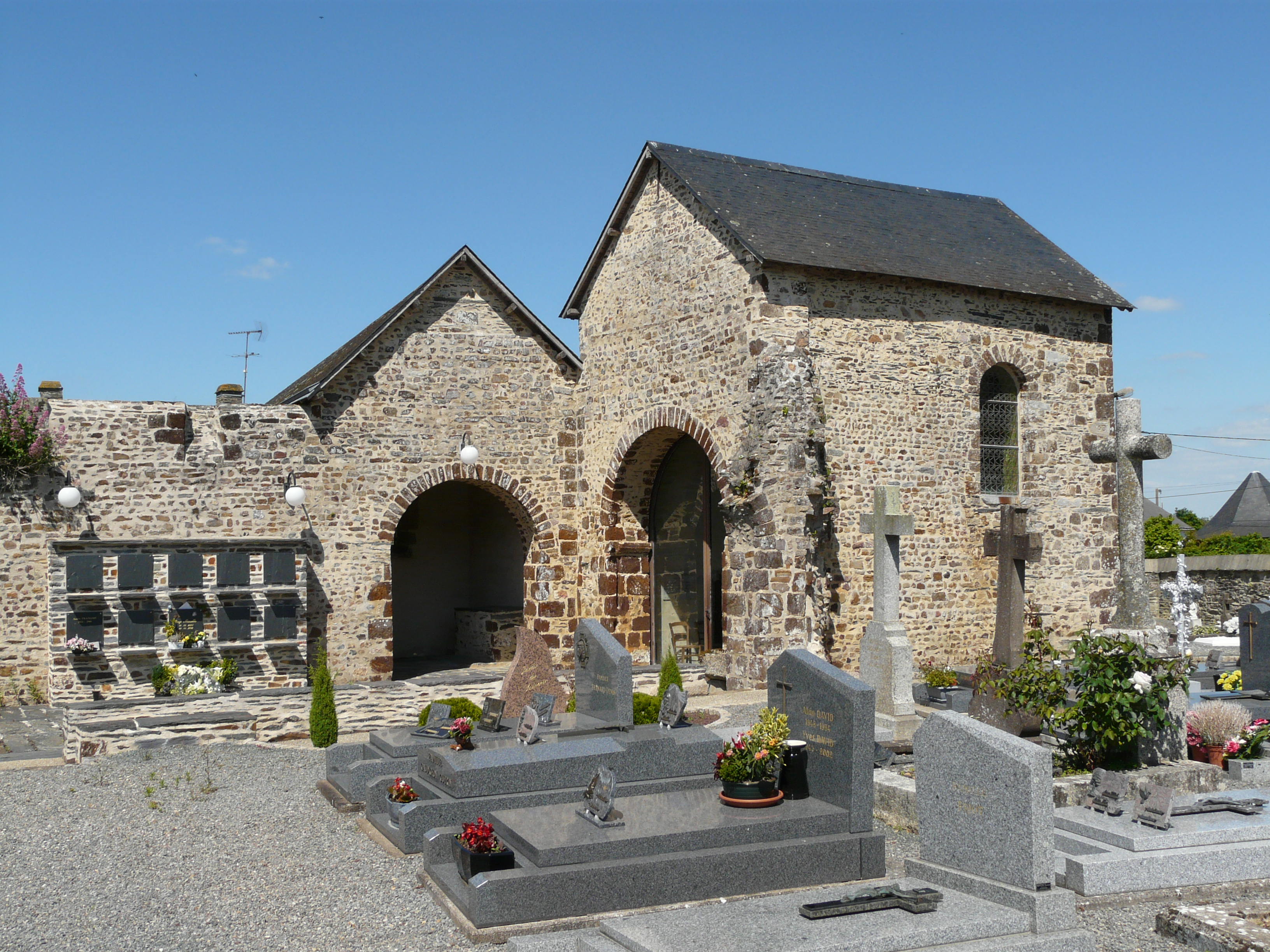
Kapelle Saint-Benoît